# 伊集院久氏
伊集院 久氏（いじゅういん ひさうじ、生没年不詳）は、室町時代前期の武将。薩摩守護島津氏の一族伊集院氏6代当主。5代伊集院忠国の嫡男。

## 略歴
南北朝時代の動乱が始まると、島津宗家は足利尊氏に従い続けていた。父忠国は島津一族の中で唯一南朝方に属していたが、久氏は島津本家が薩摩の混乱を収拾するため南朝方に降伏すると、ともに南朝軍として戦っている。
建治2年（1371年）、幕府は九州を平定するため九州探題として今川了俊（貞世）を派遣する。南朝方の菊池氏攻めに際し、了俊が反抗的な態度をとった少弐氏当主・少弐冬資を謀殺すると、島津家6代当主島津氏久は了俊と決別。了俊が氏久討伐の軍を起こすと、久氏は了俊から氏久討伐に参加するよう誘われるもこれを断り島津本家に加勢、島津勢は今川勢を退けている。
久氏は本家との結びつきをより堅固なものにしようと考え、自分の子である頼久の室に氏久の娘を貰い受ける。彼女は島津宗家7代元久の妹でもあり、以後島津家の中で伊集院氏はさらに大きな勢力となった。

## 系譜
- 父：伊集院忠国
- 母：不詳
- 妻：不詳
  - 男子：松下忠兼 - 松下氏祖
  - 男子：南郷忠氏 - 南郷氏祖
  - 男子：入佐景久 - 入佐氏祖
  - 男子：伊集院頼久 - 7代
  - 男子：大田久勝 - 大田氏祖